# تادئوش ماکلاکیه‌ویچ
تادئوش وویچیخ ماکلاکیه‌ویچ (لهستانی: Tadeusz Wojciech Maklakiewicz؛ ‏ ۲۰ اکتبر ۱۹۲۲ – ۲۴ مارس ۱۹۹۶) حقوقدان، موسیقی‌دان، آهنگساز و مربی موسیقی اهل لهستان بود. وی مابین سال‌های ۱۹۵۲ تا ۱۹۸۱ عضو حزب کارگران متحد لهستان بود.
وی دانش آموختهٔ رشتهٔ حقوق در دانشگاه یاگیلونیا بود و آهنگسازی را با تحصیل در این رشته در دانشگاه موسیقی شوپن فرا گرفت.